# Heptacarpus tridens
Heptacarpus tridens är en kräftdjursart som först beskrevs av M. J. Rathbun 1902.  Heptacarpus tridens ingår i släktet Heptacarpus och familjen Hippolytidae. Inga underarter finns listade i Catalogue of Life.